# Ulysse (réseau de bus)
Pour les articles homonymes, voir Ulysse (homonymie).
Ulysse est le réseau de La Métropole Mobilité qui dessert les territoires du Pays de Martigues et d'Istres-Ouest-Provence au sein de la métropole d'Aix-Marseille-Provence (Bouches-du-Rhône). Il dessert 10 communes et près de 170 000 habitants.
Le réseau est géré par la métropole d'Aix-Marseille-Provence et exploité par Ouest Provence (une filiale de Transdev) et RTM Ouest-métropole. Cette dernière, une filiale de la Régie des transports métropolitains, remplace la Régie des transports urbains (RTU) depuis le 1er janvier 2017.

## Histoire
Le réseau a été créé le 27 janvier 2012 par le regroupement de la régie des bus municipaux de Martigues (les Bus du Soleil) avec le réseau des transports de Ouest Provence (Ouest Provence, le bus) au sein du Syndicat mixte de gestion et d'exploitation des transports urbains Ouest-Étang de Berre. Le 1er janvier 2016, à la création de la métropole d'Aix-Marseille-Provence, celle-ci reçoit la gestion des transports.
Le service transporte annuellement deux millions de personnes.
Le 23 avril 2025, le bus à haut niveau de service BAM (signifiant Bus+ à Miramas) est mis en service, permettant de relier l'avenue Jean Moulin au Village de Marques, tandis que la ligne 10 est supprimée à cette date,.

## Lignes du réseau
Le réseau Ulysse est composé :
- d'une ligne de BHNS lebus+ (nommée BAM) ;
- de 20 lignes régulières lebus (numérotées de 3 à 32 et une ligne nommée SNCF) ;
- de 6 lignes interurbaines lecar (numérotées de 1 à 13).

### Communes desservies
Le réseau propose des dessertes régulières sur les communes suivantes:
- Fos-sur-Mer (15 499 hab)
- Istres (42 943 hab)
- Martigues (47 614 hab)
- Miramas (25 265 hab)
- Port-de-Bouc (17 211 hab)
- Port-Saint-Louis-du-Rhône (8 609 hab)
- Saint-Chamas (7 774 hab)
- Saint-Mitre-les-Remparts (5 573 hab)

Le réseau est aussi présent, via le service de transport à la demande, sur les communes suivantes :
- Cornillon-Confoux (1 342 hab)
- Grans (4 282 hab)

### Ligne lebus+ à Miramas (BAM)
| Ligne | Caractéristiques | Caractéristiques                                     | Caractéristiques                                     | Caractéristiques                                     | Caractéristiques                                     | Caractéristiques                                     | Caractéristiques                                     | Caractéristiques                                     | Caractéristiques                                     |
| BAM   | lebus+ à Miramas | lebus+ à Miramas                                     | lebus+ à Miramas                                     | lebus+ à Miramas                                     | lebus+ à Miramas                                     | lebus+ à Miramas                                     | lebus+ à Miramas                                     | lebus+ à Miramas                                     | lebus+ à Miramas                                     |
| BAM   | Miramas – Village de Marques ⥋ Miramas – Jean Moulin | Miramas – Village de Marques ⥋ Miramas – Jean Moulin | Miramas – Village de Marques ⥋ Miramas – Jean Moulin | Miramas – Village de Marques ⥋ Miramas – Jean Moulin | Miramas – Village de Marques ⥋ Miramas – Jean Moulin | Miramas – Village de Marques ⥋ Miramas – Jean Moulin | Miramas – Village de Marques ⥋ Miramas – Jean Moulin | Miramas – Village de Marques ⥋ Miramas – Jean Moulin | Miramas – Village de Marques ⥋ Miramas – Jean Moulin |
| ----- | --- | ---------------------------------------------------- | ---------------------------------------------------- | ---------------------------------------------------- | ---------------------------------------------------- | ---------------------------------------------------- | ---------------------------------------------------- | ---------------------------------------------------- | ---------------------------------------------------- |
| BAM   | Ouverture / Fermeture 23 avril 2025 / — | Longueur —                                           | Durée 20 min                                         | Nb. d’arrêts 13                                      | Matériel eCitaro                                     | Jours de fonctionnement L, Ma, Me, J, V, S, D        | Jour / Soir / Nuit / Fêtes O / O / N / O             | Voy. / an —                                          | Exploitant Transdev Ouest Provence                   |
| BAM   | Desserte : - Villes et lieux desservis : Miramas - Gares desservies : Miramas |                                                      |                                                      |                                                      |                                                      |                                                      |                                                      |                                                      |                                                      |
| BAM   | Autre : - Amplitudes horaires et fréquence : - Période scolaire et petites vacances scolaires, du Lundi au Vendredi : La ligne fonctionne de 6h00 à 21h50, avec un passage toutes les 10 minutes de 6h50 à 10h00 et de 15h50 à 18h40, et toutes les 20 minutes le reste de la journée. - Toute l'année, le Samedi : La ligne fonctionne de 6h00 à 21h50, avec un passage toutes les 20 minutes. - Le Dimanche et les jours fériés : La ligne fonctionne de 8h00 à 20h15, avec un passage toutes les 45 minutes. |                                                      |                                                      |                                                      |                                                      |                                                      |                                                      |                                                      |                                                      |
| BAM   | Dernière actualisation : 12 août 2025 |                                                      |                                                      |                                                      |                                                      |                                                      |                                                      |                                                      |                                                      |

### Lignes lebus

#### Lignes de 3 à 9
| Ligne | Caractéristiques | Caractéristiques                                                               | Caractéristiques                                                               | Caractéristiques                                                               | Caractéristiques                                                               | Caractéristiques                                                               | Caractéristiques                                                               | Caractéristiques                                                               | Caractéristiques                                                               |
| 3     | Port-Saint-Louis-du-Rhône — Douane ⥋ Port-Saint-Louis-du-Rhône — Pôle Jeunesse | Port-Saint-Louis-du-Rhône — Douane ⥋ Port-Saint-Louis-du-Rhône — Pôle Jeunesse | Port-Saint-Louis-du-Rhône — Douane ⥋ Port-Saint-Louis-du-Rhône — Pôle Jeunesse | Port-Saint-Louis-du-Rhône — Douane ⥋ Port-Saint-Louis-du-Rhône — Pôle Jeunesse | Port-Saint-Louis-du-Rhône — Douane ⥋ Port-Saint-Louis-du-Rhône — Pôle Jeunesse | Port-Saint-Louis-du-Rhône — Douane ⥋ Port-Saint-Louis-du-Rhône — Pôle Jeunesse | Port-Saint-Louis-du-Rhône — Douane ⥋ Port-Saint-Louis-du-Rhône — Pôle Jeunesse | Port-Saint-Louis-du-Rhône — Douane ⥋ Port-Saint-Louis-du-Rhône — Pôle Jeunesse | Port-Saint-Louis-du-Rhône — Douane ⥋ Port-Saint-Louis-du-Rhône — Pôle Jeunesse |
| ----- | --- | ------------------------------------------------------------------------------ | ------------------------------------------------------------------------------ | ------------------------------------------------------------------------------ | ------------------------------------------------------------------------------ | ------------------------------------------------------------------------------ | ------------------------------------------------------------------------------ | ------------------------------------------------------------------------------ | ------------------------------------------------------------------------------ |
| 3     | Ouverture / Fermeture — / — | Longueur —                                                                     | Durée 20/30 min                                                                | Nb. d’arrêts 27/28                                                             | Matériel Midibus                                                               | Jours de fonctionnement L, Ma, Me, J, V, S                                     | Jour / Soir / Nuit / Fêtes O / N / N / N                                       | Voy. / an —                                                                    | Exploitant Transdev Ouest Provence                                             |
| 3     | Desserte : - Villes et lieux desservis : - Gares desservies : |                                                                                |                                                                                |                                                                                |                                                                                |                                                                                |                                                                                |                                                                                |                                                                                |
| 3     | Autre : - Arrêts non accessibles aux UFR : — - Amplitudes horaires : La ligne fonctionne du lundi au samedi de 07h05 à 18h55. - Particularités : La ligne dessert le cimetière à raison d'un aller-retour quotidien l'après-midi. Le mercredi matin, la ligne ne dessert pas l'Avenue du Port, en raison du marché. - Date de dernière mise à jour : 1er février 2020.                                                  |                                                                                |                                                                                |                                                                                |                                                                                |                                                                                |                                                                                |                                                                                |                                                                                |
| 3     | Dernière actualisation : — |                                                                                |                                                                                |                                                                                |                                                                                |                                                                                |                                                                                |                                                                                |                                                                                |
| 4     | Fos-sur-Mer — Grand Plage ⥋ Fos-sur-Mer — Aquaron | Fos-sur-Mer — Grand Plage ⥋ Fos-sur-Mer — Aquaron                              | Fos-sur-Mer — Grand Plage ⥋ Fos-sur-Mer — Aquaron                              | Fos-sur-Mer — Grand Plage ⥋ Fos-sur-Mer — Aquaron                              | Fos-sur-Mer — Grand Plage ⥋ Fos-sur-Mer — Aquaron                              | Fos-sur-Mer — Grand Plage ⥋ Fos-sur-Mer — Aquaron                              | Fos-sur-Mer — Grand Plage ⥋ Fos-sur-Mer — Aquaron                              | Fos-sur-Mer — Grand Plage ⥋ Fos-sur-Mer — Aquaron                              | Fos-sur-Mer — Grand Plage ⥋ Fos-sur-Mer — Aquaron                              |
| 4     | Ouverture / Fermeture — / — | Longueur —                                                                     | Durée 20 à 25 min                                                              | Nb. d’arrêts 17                                                                | Matériel Standards                                                             | Jours de fonctionnement L, Ma, Me, J, V, S                                     | Jour / Soir / Nuit / Fêtes O / N / N / N                                       | Voy. / an —                                                                    | Exploitant Transdev Ouest Provence                                             |
| 4     | Desserte : - Villes et lieux desservis : Fos-sur-Mer (Grand Plage, Centre Ville, Marché, Hôtel de Ville, Le Mazet, La Tuilerie, Aquaron). - Gares desservies : |                                                                                |                                                                                |                                                                                |                                                                                |                                                                                |                                                                                |                                                                                |                                                                                |
| 4     | Autre : - Arrêts non accessibles aux UFR : — - Amplitudes horaires : La ligne fonctionne du lundi au samedi de 07h00 à 19h00. - Particularités : - Date de dernière mise à jour : 1er février 2020. |                                                                                |                                                                                |                                                                                |                                                                                |                                                                                |                                                                                |                                                                                |                                                                                |
| 4     | Dernière actualisation : — |                                                                                |                                                                                |                                                                                |                                                                                |                                                                                |                                                                                |                                                                                |                                                                                |
| 5     | Fos-sur-Mer — Engrenier ⥋ Fos-sur-Mer — Z.A Lavaduc | Fos-sur-Mer — Engrenier ⥋ Fos-sur-Mer — Z.A Lavaduc                            | Fos-sur-Mer — Engrenier ⥋ Fos-sur-Mer — Z.A Lavaduc                            | Fos-sur-Mer — Engrenier ⥋ Fos-sur-Mer — Z.A Lavaduc                            | Fos-sur-Mer — Engrenier ⥋ Fos-sur-Mer — Z.A Lavaduc                            | Fos-sur-Mer — Engrenier ⥋ Fos-sur-Mer — Z.A Lavaduc                            | Fos-sur-Mer — Engrenier ⥋ Fos-sur-Mer — Z.A Lavaduc                            | Fos-sur-Mer — Engrenier ⥋ Fos-sur-Mer — Z.A Lavaduc                            | Fos-sur-Mer — Engrenier ⥋ Fos-sur-Mer — Z.A Lavaduc                            |
| 5     | Ouverture / Fermeture — / — | Longueur —                                                                     | Durée 20 à 25 min                                                              | Nb. d’arrêts 17                                                                | Matériel Standards                                                             | Jours de fonctionnement L, Ma, Me, J, V, S                                     | Jour / Soir / Nuit / Fêtes O / N / N / N                                       | Voy. / an —                                                                    | Exploitant Transdev Ouest Provence                                             |
| 5     | Desserte : - Villes et lieux desservis : Fos-sur-Mer (Engrenier, Centre Ville, Marché, Le Mazet, Les Crottes, Z.A Lavaduc). - Gares desservies : |                                                                                |                                                                                |                                                                                |                                                                                |                                                                                |                                                                                |                                                                                |                                                                                |
| 5     | Autre : - Arrêts non accessibles aux UFR : — - Amplitudes horaires : La ligne fonctionne du lundi au samedi de 07h00 à 18h35. - Particularités : - Date de dernière mise à jour : 1er février 2020. |                                                                                |                                                                                |                                                                                |                                                                                |                                                                                |                                                                                |                                                                                |                                                                                |
| 5     | Dernière actualisation : — |                                                                                |                                                                                |                                                                                |                                                                                |                                                                                |                                                                                |                                                                                |                                                                                |
| 6     | Istres — Charles Monier ⥋ Istres — Rassuen | Istres — Charles Monier ⥋ Istres — Rassuen                                     | Istres — Charles Monier ⥋ Istres — Rassuen                                     | Istres — Charles Monier ⥋ Istres — Rassuen                                     | Istres — Charles Monier ⥋ Istres — Rassuen                                     | Istres — Charles Monier ⥋ Istres — Rassuen                                     | Istres — Charles Monier ⥋ Istres — Rassuen                                     | Istres — Charles Monier ⥋ Istres — Rassuen                                     | Istres — Charles Monier ⥋ Istres — Rassuen                                     |
| 6     | Ouverture / Fermeture — / — | Longueur —                                                                     | Durée 23 ou 24 min                                                             | Nb. d’arrêts 37 ou 40                                                          | Matériel Standards                                                             | Jours de fonctionnement L, Ma, Me, J, V, S, D                                  | Jour / Soir / Nuit / Fêtes O / N / N / O                                       | Voy. / an —                                                                    | Exploitant Transdev Ouest Provence                                             |
| 6     | Desserte : - Villes et lieux desservis : Istres (Charles Monier, Z.A du Tubé, C.C des Craux, Gare SNCF, Gare Routière, Centre Educatif Culturel, C.C Rassuen). - Gares desservies : Gare d'Istres |                                                                                |                                                                                |                                                                                |                                                                                |                                                                                |                                                                                |                                                                                |                                                                                |
| 6     | Autre : - Arrêts non accessibles aux UFR : — - Amplitudes horaires : La ligne fonctionne du lundi au vendredi de 06h25 à 20h15, le samedi de 06h35 à 20h15 et les dimanches et jours fériés de 08h00 à 17h40. - Particularités : La ligne dessert le lycée professionnel Pierre Latocoere ainsi que le CFA à raison d'un aller-retour quotidien en période scolaire. - Date de dernière mise à jour : 1er février 2020. |                                                                                |                                                                                |                                                                                |                                                                                |                                                                                |                                                                                |                                                                                |                                                                                |
| 6     | Dernière actualisation : — |                                                                                |                                                                                |                                                                                |                                                                                |                                                                                |                                                                                |                                                                                |                                                                                |
| 7     | Istres — Z.I Retortier ⥋ Istres — Coutarel | Istres — Z.I Retortier ⥋ Istres — Coutarel                                     | Istres — Z.I Retortier ⥋ Istres — Coutarel                                     | Istres — Z.I Retortier ⥋ Istres — Coutarel                                     | Istres — Z.I Retortier ⥋ Istres — Coutarel                                     | Istres — Z.I Retortier ⥋ Istres — Coutarel                                     | Istres — Z.I Retortier ⥋ Istres — Coutarel                                     | Istres — Z.I Retortier ⥋ Istres — Coutarel                                     | Istres — Z.I Retortier ⥋ Istres — Coutarel                                     |
| 7     | Ouverture / Fermeture — / — | Longueur —                                                                     | Durée 35 à 42 min                                                              | Nb. d’arrêts 26 ou 28                                                          | Matériel Standards                                                             | Jours de fonctionnement L, Ma, Me, J, V, S                                     | Jour / Soir / Nuit / Fêtes O / N / N / N                                       | Voy. / an —                                                                    | Exploitant Transdev Ouest Provence                                             |
| 7     | Desserte : - Villes et lieux desservis : Istres (Z.I Retortier, Z.A du Tubé, C.C des Craux, Les Pastres, Capeau, C.C Les Cognets, Centre Educatif Culturel, Gare Routière, Coutarel). - Gares desservies : |                                                                                |                                                                                |                                                                                |                                                                                |                                                                                |                                                                                |                                                                                |                                                                                |
| 7     | Autre : - Arrêts non accessibles aux UFR : — - Amplitudes horaires : La ligne fonctionne du lundi au vendredi de 05h54 à 20h10 et le samedi de 07h08 à 20h10 . - Particularités : La ligne dessert la Z.A du Tubé matin et soir du lundi au vendredi. - Date de dernière mise à jour : 1er février 2020. |                                                                                |                                                                                |                                                                                |                                                                                |                                                                                |                                                                                |                                                                                |                                                                                |
| 7     | Dernière actualisation : — |                                                                                |                                                                                |                                                                                |                                                                                |                                                                                |                                                                                |                                                                                |                                                                                |
| 8     | Istres — Gare Routière ⥋ Istres — Maison de Retraite | Istres — Gare Routière ⥋ Istres — Maison de Retraite                           | Istres — Gare Routière ⥋ Istres — Maison de Retraite                           | Istres — Gare Routière ⥋ Istres — Maison de Retraite                           | Istres — Gare Routière ⥋ Istres — Maison de Retraite                           | Istres — Gare Routière ⥋ Istres — Maison de Retraite                           | Istres — Gare Routière ⥋ Istres — Maison de Retraite                           | Istres — Gare Routière ⥋ Istres — Maison de Retraite                           | Istres — Gare Routière ⥋ Istres — Maison de Retraite                           |
| 8     | Ouverture / Fermeture — / — | Longueur —                                                                     | Durée 25 min                                                                   | Nb. d’arrêts 25 à 35                                                           | Matériel Standards Midibus                                                     | Jours de fonctionnement L, Ma, Me, J, V, S                                     | Jour / Soir / Nuit / Fêtes O / N / N / N                                       | Voy. / an —                                                                    | Exploitant Transdev Ouest Provence                                             |
| 8     | Desserte : - Villes et lieux desservis : Istres (Gare Routière, Clinique, Stade Nautique, Sainte-Catherine, La Romaniquette, CFA, Centre Educatif Culturel, C.C Les Cognets, C.C Prépaou, AFPA, Maison de Retraite). - Gares desservies : |                                                                                |                                                                                |                                                                                |                                                                                |                                                                                |                                                                                |                                                                                |                                                                                |
| 8     | Autre : - Arrêts non accessibles aux UFR : — - Amplitudes horaires : La ligne fonctionne du lundi au vendredi de 05h54 à 20h10 et le samedi de 07h08 à 20h10. - Particularités : La ligne dessert la Z.A du Tubé matin et soir du lundi au vendredi. - Date de dernière mise à jour : 1er février 2020. |                                                                                |                                                                                |                                                                                |                                                                                |                                                                                |                                                                                |                                                                                |                                                                                |
| 8     | Dernière actualisation : — |                                                                                |                                                                                |                                                                                |                                                                                |                                                                                |                                                                                |                                                                                |                                                                                |

#### Ligne 11
| Ligne | Caractéristiques | Caractéristiques                                               | Caractéristiques                                               | Caractéristiques                                               | Caractéristiques                                               | Caractéristiques                                               | Caractéristiques                                               | Caractéristiques                                               | Caractéristiques                                               |
| 11    | Miramas — Village des Marques ⥋ Saint-Chamas — Pont de la Gare | Miramas — Village des Marques ⥋ Saint-Chamas — Pont de la Gare | Miramas — Village des Marques ⥋ Saint-Chamas — Pont de la Gare | Miramas — Village des Marques ⥋ Saint-Chamas — Pont de la Gare | Miramas — Village des Marques ⥋ Saint-Chamas — Pont de la Gare | Miramas — Village des Marques ⥋ Saint-Chamas — Pont de la Gare | Miramas — Village des Marques ⥋ Saint-Chamas — Pont de la Gare | Miramas — Village des Marques ⥋ Saint-Chamas — Pont de la Gare | Miramas — Village des Marques ⥋ Saint-Chamas — Pont de la Gare |
| ----- | --- | -------------------------------------------------------------- | -------------------------------------------------------------- | -------------------------------------------------------------- | -------------------------------------------------------------- | -------------------------------------------------------------- | -------------------------------------------------------------- | -------------------------------------------------------------- | -------------------------------------------------------------- |
| 11    | Ouverture / Fermeture — / — | Longueur —                                                     | Durée 30 ou 34 min                                             | Nb. d’arrêts 22 ou 23                                          | Matériel Midibus                                               | Jours de fonctionnement L, Ma, Me, J, V, S                     | Jour / Soir / Nuit / Fêtes O / N / N / N                       | Voy. / an —                                                    | Exploitant Transdev Ouest Provence                             |
| 11    | Desserte : - Villes et lieux desservis : Miramas (Village des Marques Designer Outlet, Centre Ville, Gare SNCF, C.C Sud, Stade Méano, Cimetière, Miramas le Vieux (Miramas Village en période estivale)), Saint-Chamas (Centre, Guéby, Cimetière, Gare). - Gares desservies : Gare de Miramas, Gare de Saint-Chamas. |                                                                |                                                                |                                                                |                                                                |                                                                |                                                                |                                                                |                                                                |
| 11    | Autre : - Arrêts non accessibles aux UFR : — - Amplitudes horaires : La ligne fonctionne du lundi au samedi de 06h10 à 20h09. - Particularités : La ligne dessert le cimetière de Miramas à raison de quatre allers-retours quotidien. - Date de dernière mise à jour : 1er février 2020.                            |                                                                |                                                                |                                                                |                                                                |                                                                |                                                                |                                                                |                                                                |
| 11    | Dernière actualisation : — |                                                                |                                                                |                                                                |                                                                |                                                                |                                                                |                                                                |                                                                |

#### Lignes de 20 à 29
| Ligne | Caractéristiques | Caractéristiques                                                    | Caractéristiques                                                    | Caractéristiques                                                    | Caractéristiques                                                    | Caractéristiques                                                    | Caractéristiques                                                    | Caractéristiques                                                    | Caractéristiques                                                    |
| 20    | Martigues — Pôle d'échanges ⥋ Martigues — Conservatoire | Martigues — Pôle d'échanges ⥋ Martigues — Conservatoire             | Martigues — Pôle d'échanges ⥋ Martigues — Conservatoire             | Martigues — Pôle d'échanges ⥋ Martigues — Conservatoire             | Martigues — Pôle d'échanges ⥋ Martigues — Conservatoire             | Martigues — Pôle d'échanges ⥋ Martigues — Conservatoire             | Martigues — Pôle d'échanges ⥋ Martigues — Conservatoire             | Martigues — Pôle d'échanges ⥋ Martigues — Conservatoire             | Martigues — Pôle d'échanges ⥋ Martigues — Conservatoire             |
| ----- | --- | ------------------------------------------------------------------- | ------------------------------------------------------------------- | ------------------------------------------------------------------- | ------------------------------------------------------------------- | ------------------------------------------------------------------- | ------------------------------------------------------------------- | ------------------------------------------------------------------- | ------------------------------------------------------------------- |
| 20    | Ouverture / Fermeture — / — | Longueur 2,6 km                                                     | Durée 10 min                                                        | Nb. d’arrêts 10                                                     | Matériel Minibus                                                    | Jours de fonctionnement L, Ma, Me, J, V, S                          | Jour / Soir / Nuit / Fêtes O / N / N / N                            | Voy. / an —                                                         | Exploitant RTM Ouest-Métropole                                      |
| 20    | Desserte : Conservatoire |                                                                     |                                                                     |                                                                     |                                                                     |                                                                     |                                                                     |                                                                     |                                                                     |
| 20    | Autre : - Arrêts non accessibles aux UFR : Théatre; Église de Jonquière; Félix Ziem; Conservatoire; Le Cours, Trésorerie; Parking Mistral; Place des Aires; Sécurité Sociale et Coubertin - Amplitudes horaires : La ligne fonctionne du lundi au samedi de 07h36 à 19h36. - Date de dernière mise à jour : 1er septembre 2021. |                                                                     |                                                                     |                                                                     |                                                                     |                                                                     |                                                                     |                                                                     |                                                                     |
| 20    | Dernière actualisation : — |                                                                     |                                                                     |                                                                     |                                                                     |                                                                     |                                                                     |                                                                     |                                                                     |
| 21    | Martigues — Canto Perdrix ⥋ Martigues — Gustave Eiffel | Martigues — Canto Perdrix ⥋ Martigues — Gustave Eiffel              | Martigues — Canto Perdrix ⥋ Martigues — Gustave Eiffel              | Martigues — Canto Perdrix ⥋ Martigues — Gustave Eiffel              | Martigues — Canto Perdrix ⥋ Martigues — Gustave Eiffel              | Martigues — Canto Perdrix ⥋ Martigues — Gustave Eiffel              | Martigues — Canto Perdrix ⥋ Martigues — Gustave Eiffel              | Martigues — Canto Perdrix ⥋ Martigues — Gustave Eiffel              | Martigues — Canto Perdrix ⥋ Martigues — Gustave Eiffel              |
| 21    | Ouverture / Fermeture — / — | Longueur —                                                          | Durée 30 min                                                        | Nb. d’arrêts 26                                                     | Matériel Midibus                                                    | Jours de fonctionnement L, Ma, Me, J, V, S, D                       | Jour / Soir / Nuit / Fêtes O / N / N / N                            | Voy. / an —                                                         | Exploitant RTM Ouest-Métropole                                      |
| 21    | Desserte : Lycée Paul Langevin; Centre commercial |                                                                     |                                                                     |                                                                     |                                                                     |                                                                     |                                                                     |                                                                     |                                                                     |
| 21    | Autre : - Arrêts non accessibles aux UFR : Gustave Eiffel; La Corniche; Boudème; Sylvia de Luca; Les 2 portes; G.Philipe; E.Herriot; Frédéric Mistral; Général Leclerc; Place des aires; Joliot Curie; G.Péri; Les Capucins; Notre Dame; Les Moulins; La Lavandin; Les 4 vents; Les Vagues; CimetièreC.Perdrix; Centre Commercial; H.Wallon; Paradis; Kennedy; Coopérative; Théâtre; église de Jonquière; Félix Ziem et Calmette et Guérin - Amplitudes horaires : La ligne fonctionne du lundi au samedi de 06h42 à 20h18. - Date de dernière mise à jour : 1er septembre 2021. |                                                                     |                                                                     |                                                                     |                                                                     |                                                                     |                                                                     |                                                                     |                                                                     |
| 21    | Dernière actualisation : — |                                                                     |                                                                     |                                                                     |                                                                     |                                                                     |                                                                     |                                                                     |                                                                     |
| 22    | Martigues — Figuerolles ⥋ Port-de-Bouc — Aigues Douces | Martigues — Figuerolles ⥋ Port-de-Bouc — Aigues Douces              | Martigues — Figuerolles ⥋ Port-de-Bouc — Aigues Douces              | Martigues — Figuerolles ⥋ Port-de-Bouc — Aigues Douces              | Martigues — Figuerolles ⥋ Port-de-Bouc — Aigues Douces              | Martigues — Figuerolles ⥋ Port-de-Bouc — Aigues Douces              | Martigues — Figuerolles ⥋ Port-de-Bouc — Aigues Douces              | Martigues — Figuerolles ⥋ Port-de-Bouc — Aigues Douces              | Martigues — Figuerolles ⥋ Port-de-Bouc — Aigues Douces              |
| 22    | Ouverture / Fermeture — / — | Longueur —                                                          | Durée —                                                             | Nb. d’arrêts 55                                                     | Matériel Midibus                                                    | Jours de fonctionnement L, Ma, Me, J, V, S                          | Jour / Soir / Nuit / Fêtes O / N / N / N                            | Voy. / an —                                                         | Exploitant RTM Ouest-Métropole                                      |
| 22    | Desserte : Lycée Jean Moulin et Paul Langevin |                                                                     |                                                                     |                                                                     |                                                                     |                                                                     |                                                                     |                                                                     |                                                                     |
| 22    | Autre : - Arrêts non accessibles aux UFR : Aigues Douces; Littoral; HDV PDB; Lycée Jean Moulin; Les Acacias; Manouchian; Foyer ST Jean; Campéou; ST jean; Daumier; Guy Moquet; Gare de Croix Sainte; Intermarché; Pauvre Homme; Gambaccini; Les Cigales; Gardians; Coudoulière; Daugey; L'astrée; Le Maroc; école d'infirmière; pagnol; théâtre; Place des aires; piscine; S.Allende; Fleming; Barboussade; Viala; G.Couthon; droits de l'homme; terrasses bleues; Dublin; cinéma; Dumas grand parc; Dumas Aragon; sécurité sociale; Coopérative; chemin de la rode; Kennedy; paradis; la poste et Figuerolles - Amplitudes horaires : La ligne fonctionne du lundi au samedi de 06h12 à 20h16. - Date de dernière mise à jour : 1er septembre 2021. |                                                                     |                                                                     |                                                                     |                                                                     |                                                                     |                                                                     |                                                                     |                                                                     |
| 22    | Dernière actualisation : — |                                                                     |                                                                     |                                                                     |                                                                     |                                                                     |                                                                     |                                                                     |                                                                     |
| 23    | Martigues — Pôle d'échanges ⥋ Martigues — La Gravade | Martigues — Pôle d'échanges ⥋ Martigues — La Gravade                | Martigues — Pôle d'échanges ⥋ Martigues — La Gravade                | Martigues — Pôle d'échanges ⥋ Martigues — La Gravade                | Martigues — Pôle d'échanges ⥋ Martigues — La Gravade                | Martigues — Pôle d'échanges ⥋ Martigues — La Gravade                | Martigues — Pôle d'échanges ⥋ Martigues — La Gravade                | Martigues — Pôle d'échanges ⥋ Martigues — La Gravade                | Martigues — Pôle d'échanges ⥋ Martigues — La Gravade                |
| 23    | Ouverture / Fermeture — / — | Longueur —                                                          | Durée —                                                             | Nb. d’arrêts 35                                                     | Matériel Minibus                                                    | Jours de fonctionnement L, Ma, Me, J, V, S                          | Jour / Soir / Nuit / Fêtes O / N / N / N                            | Voy. / an —                                                         | Exploitant RTM Ouest-Métropole                                      |
| 23    | Desserte : Lavéra ZI; Laurons st pierre |                                                                     |                                                                     |                                                                     |                                                                     |                                                                     |                                                                     |                                                                     |                                                                     |
| 23    | Autre : - Arrêts accessibles aux UFR : L. Degut; l'ile; HDV Martigues; Doumer et le Pôle d'échanges - Date de dernière mise à jour : 1er septembre 2021. |                                                                     |                                                                     |                                                                     |                                                                     |                                                                     |                                                                     |                                                                     |                                                                     |
| 23    | Dernière actualisation : — |                                                                     |                                                                     |                                                                     |                                                                     |                                                                     |                                                                     |                                                                     |                                                                     |
| 24    | Martigues — Gueule d'enfer ⥋ ST Mitre les remparts — ZAC des étangs | Martigues — Gueule d'enfer ⥋ ST Mitre les remparts — ZAC des étangs | Martigues — Gueule d'enfer ⥋ ST Mitre les remparts — ZAC des étangs | Martigues — Gueule d'enfer ⥋ ST Mitre les remparts — ZAC des étangs | Martigues — Gueule d'enfer ⥋ ST Mitre les remparts — ZAC des étangs | Martigues — Gueule d'enfer ⥋ ST Mitre les remparts — ZAC des étangs | Martigues — Gueule d'enfer ⥋ ST Mitre les remparts — ZAC des étangs | Martigues — Gueule d'enfer ⥋ ST Mitre les remparts — ZAC des étangs | Martigues — Gueule d'enfer ⥋ ST Mitre les remparts — ZAC des étangs |
| 24    | Ouverture / Fermeture — / — | Longueur —                                                          | Durée —                                                             | Nb. d’arrêts —                                                      | Matériel Midibus                                                    | Jours de fonctionnement L, Ma, Me, J, V, S                          | Jour / Soir / Nuit / Fêtes O / N / N / N                            | Voy. / an —                                                         | Exploitant RTM Ouest-Métropole                                      |
| 24    | Desserte : Lycée, base nautique et la ZAC |                                                                     |                                                                     |                                                                     |                                                                     |                                                                     |                                                                     |                                                                     |                                                                     |
| 24    | Autre : - Date de dernière mise à jour : 1er septembre 2021. |                                                                     |                                                                     |                                                                     |                                                                     |                                                                     |                                                                     |                                                                     |                                                                     |
| 24    | Dernière actualisation : — |                                                                     |                                                                     |                                                                     |                                                                     |                                                                     |                                                                     |                                                                     |                                                                     |
| 25    | Martigues — Pôle d'échanges ⥋ Miramas — Gare SNCF | Martigues — Pôle d'échanges ⥋ Miramas — Gare SNCF                   | Martigues — Pôle d'échanges ⥋ Miramas — Gare SNCF                   | Martigues — Pôle d'échanges ⥋ Miramas — Gare SNCF                   | Martigues — Pôle d'échanges ⥋ Miramas — Gare SNCF                   | Martigues — Pôle d'échanges ⥋ Miramas — Gare SNCF                   | Martigues — Pôle d'échanges ⥋ Miramas — Gare SNCF                   | Martigues — Pôle d'échanges ⥋ Miramas — Gare SNCF                   | Martigues — Pôle d'échanges ⥋ Miramas — Gare SNCF                   |
| 25    | Ouverture / Fermeture — / — | Longueur —                                                          | Durée —                                                             | Nb. d’arrêts —                                                      | Matériel Standards                                                  | Jours de fonctionnement L, Ma, Me, J, V, S                          | Jour / Soir / Nuit / Fêtes O / N / N / N                            | Voy. / an —                                                         | Exploitant RTM Ouest-Métropole                                      |
| 25    | Desserte : istres |                                                                     |                                                                     |                                                                     |                                                                     |                                                                     |                                                                     |                                                                     |                                                                     |
| 25    | Autre : - Date de dernière mise à jour : 1er septembre 2021. |                                                                     |                                                                     |                                                                     |                                                                     |                                                                     |                                                                     |                                                                     |                                                                     |
| 25    | Dernière actualisation : — |                                                                     |                                                                     |                                                                     |                                                                     |                                                                     |                                                                     |                                                                     |                                                                     |
| 26    | Martigues — Pôle d'échanges ⥋ Martigues — Vignerio | Martigues — Pôle d'échanges ⥋ Martigues — Vignerio                  | Martigues — Pôle d'échanges ⥋ Martigues — Vignerio                  | Martigues — Pôle d'échanges ⥋ Martigues — Vignerio                  | Martigues — Pôle d'échanges ⥋ Martigues — Vignerio                  | Martigues — Pôle d'échanges ⥋ Martigues — Vignerio                  | Martigues — Pôle d'échanges ⥋ Martigues — Vignerio                  | Martigues — Pôle d'échanges ⥋ Martigues — Vignerio                  | Martigues — Pôle d'échanges ⥋ Martigues — Vignerio                  |
| 26    | Ouverture / Fermeture — / — | Longueur —                                                          | Durée —                                                             | Nb. d’arrêts —                                                      | Matériel Midibus                                                    | Jours de fonctionnement L, Ma, Me, J, V, S                          | Jour / Soir / Nuit / Fêtes O / N / N / N                            | Voy. / an —                                                         | Exploitant RTM Ouest-Métropole                                      |
| 26    | Desserte : cimetière réveillâ |                                                                     |                                                                     |                                                                     |                                                                     |                                                                     |                                                                     |                                                                     |                                                                     |
| 26    | Autre : - Date de dernière mise à jour : 1er septembre 2021. |                                                                     |                                                                     |                                                                     |                                                                     |                                                                     |                                                                     |                                                                     |                                                                     |
| 26    | Dernière actualisation : — |                                                                     |                                                                     |                                                                     |                                                                     |                                                                     |                                                                     |                                                                     |                                                                     |
| 28    | PDB — Centre Commercial ⥋ PDB — Les Galets | PDB — Centre Commercial ⥋ PDB — Les Galets                          | PDB — Centre Commercial ⥋ PDB — Les Galets                          | PDB — Centre Commercial ⥋ PDB — Les Galets                          | PDB — Centre Commercial ⥋ PDB — Les Galets                          | PDB — Centre Commercial ⥋ PDB — Les Galets                          | PDB — Centre Commercial ⥋ PDB — Les Galets                          | PDB — Centre Commercial ⥋ PDB — Les Galets                          | PDB — Centre Commercial ⥋ PDB — Les Galets                          |
| 28    | Ouverture / Fermeture — / — | Longueur —                                                          | Durée —                                                             | Nb. d’arrêts —                                                      | Matériel Midibus Minibus                                            | Jours de fonctionnement L, Ma, Me, J, V, S                          | Jour / Soir / Nuit / Fêtes O / N / N / N                            | Voy. / an —                                                         | Exploitant RTM Ouest-Métropole                                      |
| 28    | Desserte : — |                                                                     |                                                                     |                                                                     |                                                                     |                                                                     |                                                                     |                                                                     |                                                                     |
| 28    | Autre : - Date de dernière mise à jour : 1er septembre 2021. |                                                                     |                                                                     |                                                                     |                                                                     |                                                                     |                                                                     |                                                                     |                                                                     |
| 28    | Dernière actualisation : — |                                                                     |                                                                     |                                                                     |                                                                     |                                                                     |                                                                     |                                                                     |                                                                     |
| 29    | Martigues — Pôle d'échanges ⥋ Istres — Gare Routière | Martigues — Pôle d'échanges ⥋ Istres — Gare Routière                | Martigues — Pôle d'échanges ⥋ Istres — Gare Routière                | Martigues — Pôle d'échanges ⥋ Istres — Gare Routière                | Martigues — Pôle d'échanges ⥋ Istres — Gare Routière                | Martigues — Pôle d'échanges ⥋ Istres — Gare Routière                | Martigues — Pôle d'échanges ⥋ Istres — Gare Routière                | Martigues — Pôle d'échanges ⥋ Istres — Gare Routière                | Martigues — Pôle d'échanges ⥋ Istres — Gare Routière                |
| 29    | Ouverture / Fermeture — / — | Longueur —                                                          | Durée —                                                             | Nb. d’arrêts —                                                      | Matériel Midibus                                                    | Jours de fonctionnement L, Ma, Me, J, V, S                          | Jour / Soir / Nuit / Fêtes O / N / N / N                            | Voy. / an —                                                         | Exploitant RTM Ouest-Métropole                                      |
| 29    | Desserte : st mitre |                                                                     |                                                                     |                                                                     |                                                                     |                                                                     |                                                                     |                                                                     |                                                                     |
| 29    | Autre : - Date de dernière mise à jour : 1er septembre 2021. |                                                                     |                                                                     |                                                                     |                                                                     |                                                                     |                                                                     |                                                                     |                                                                     |
| 29    | Dernière actualisation : — |                                                                     |                                                                     |                                                                     |                                                                     |                                                                     |                                                                     |                                                                     |                                                                     |

#### Lignes de 30 à 39 et SNCF
| Ligne | Caractéristiques                                             | Caractéristiques                                      | Caractéristiques                                      | Caractéristiques                                      | Caractéristiques                                      | Caractéristiques                                      | Caractéristiques                                      | Caractéristiques                                      | Caractéristiques                                      |
| 30    | Martigues — Pôle d'échanges ⥋ Martigues — Carro              | Martigues — Pôle d'échanges ⥋ Martigues — Carro       | Martigues — Pôle d'échanges ⥋ Martigues — Carro       | Martigues — Pôle d'échanges ⥋ Martigues — Carro       | Martigues — Pôle d'échanges ⥋ Martigues — Carro       | Martigues — Pôle d'échanges ⥋ Martigues — Carro       | Martigues — Pôle d'échanges ⥋ Martigues — Carro       | Martigues — Pôle d'échanges ⥋ Martigues — Carro       | Martigues — Pôle d'échanges ⥋ Martigues — Carro       |
| ----- | ------------------------------------------------------------ | ----------------------------------------------------- | ----------------------------------------------------- | ----------------------------------------------------- | ----------------------------------------------------- | ----------------------------------------------------- | ----------------------------------------------------- | ----------------------------------------------------- | ----------------------------------------------------- |
| 30    | Ouverture / Fermeture — / —                                  | Longueur —                                            | Durée —                                               | Nb. d’arrêts —                                        | Matériel Midibus                                      | Jours de fonctionnement L, Ma, Me, J, V, S            | Jour / Soir / Nuit / Fêtes O / N / N / N              | Voy. / an —                                           | Exploitant RTM Ouest-Métropole                        |
| 30    | Desserte : ST pierre                                         |                                                       |                                                       |                                                       |                                                       |                                                       |                                                       |                                                       |                                                       |
| 30    | Autre : - Date de dernière mise à jour : 1er septembre 2021. |                                                       |                                                       |                                                       |                                                       |                                                       |                                                       |                                                       |                                                       |
| 30    | Dernière actualisation : —                                   |                                                       |                                                       |                                                       |                                                       |                                                       |                                                       |                                                       |                                                       |
| 31    | Martigues — Pôle d'échanges ⥋ PDB — Centre Commercial        | Martigues — Pôle d'échanges ⥋ PDB — Centre Commercial | Martigues — Pôle d'échanges ⥋ PDB — Centre Commercial | Martigues — Pôle d'échanges ⥋ PDB — Centre Commercial | Martigues — Pôle d'échanges ⥋ PDB — Centre Commercial | Martigues — Pôle d'échanges ⥋ PDB — Centre Commercial | Martigues — Pôle d'échanges ⥋ PDB — Centre Commercial | Martigues — Pôle d'échanges ⥋ PDB — Centre Commercial | Martigues — Pôle d'échanges ⥋ PDB — Centre Commercial |
| 31    | Ouverture / Fermeture — / —                                  | Longueur —                                            | Durée —                                               | Nb. d’arrêts —                                        | Matériel Midibus                                      | Jours de fonctionnement L, Ma, Me, J, V, S            | Jour / Soir / Nuit / Fêtes O / N / N / N              | Voy. / an —                                           | Exploitant RTM Ouest-Métropole                        |
| 31    | Desserte : —                                                 |                                                       |                                                       |                                                       |                                                       |                                                       |                                                       |                                                       |                                                       |
| 31    | Autre : - Date de dernière mise à jour : 1er septembre 2021. |                                                       |                                                       |                                                       |                                                       |                                                       |                                                       |                                                       |                                                       |
| 31    | Dernière actualisation : —                                   |                                                       |                                                       |                                                       |                                                       |                                                       |                                                       |                                                       |                                                       |
| 32    | PDB — Botai ⥋ PDB — Jardins de Louis                         | PDB — Botai ⥋ PDB — Jardins de Louis                  | PDB — Botai ⥋ PDB — Jardins de Louis                  | PDB — Botai ⥋ PDB — Jardins de Louis                  | PDB — Botai ⥋ PDB — Jardins de Louis                  | PDB — Botai ⥋ PDB — Jardins de Louis                  | PDB — Botai ⥋ PDB — Jardins de Louis                  | PDB — Botai ⥋ PDB — Jardins de Louis                  | PDB — Botai ⥋ PDB — Jardins de Louis                  |
| 32    | Ouverture / Fermeture — / —                                  | Longueur —                                            | Durée —                                               | Nb. d’arrêts —                                        | Matériel Minibus                                      | Jours de fonctionnement L, Ma, Me, J, V, S            | Jour / Soir / Nuit / Fêtes O / N / N / N              | Voy. / an —                                           | Exploitant RTM Ouest-Métropole                        |
| 32    | Desserte : —                                                 |                                                       |                                                       |                                                       |                                                       |                                                       |                                                       |                                                       |                                                       |
| 32    | Autre : - Date de dernière mise à jour : 1er septembre 2021. |                                                       |                                                       |                                                       |                                                       |                                                       |                                                       |                                                       |                                                       |
| 32    | Dernière actualisation : —                                   |                                                       |                                                       |                                                       |                                                       |                                                       |                                                       |                                                       |                                                       |
| SNCF  | Martigues — Guy Moquet ⥋ Martigues — Pôle d'échanges         | Martigues — Guy Moquet ⥋ Martigues — Pôle d'échanges  | Martigues — Guy Moquet ⥋ Martigues — Pôle d'échanges  | Martigues — Guy Moquet ⥋ Martigues — Pôle d'échanges  | Martigues — Guy Moquet ⥋ Martigues — Pôle d'échanges  | Martigues — Guy Moquet ⥋ Martigues — Pôle d'échanges  | Martigues — Guy Moquet ⥋ Martigues — Pôle d'échanges  | Martigues — Guy Moquet ⥋ Martigues — Pôle d'échanges  | Martigues — Guy Moquet ⥋ Martigues — Pôle d'échanges  |
| SNCF  | Ouverture / Fermeture — / —                                  | Longueur —                                            | Durée —                                               | Nb. d’arrêts —                                        | Matériel Minibus                                      | Jours de fonctionnement L, Ma, Me, J, V, S            | Jour / Soir / Nuit / Fêtes O / N / N / N              | Voy. / an —                                           | Exploitant RTM Ouest-Métropole                        |
| SNCF  | Desserte : —                                                 |                                                       |                                                       |                                                       |                                                       |                                                       |                                                       |                                                       |                                                       |
| SNCF  | Autre : - Date de dernière mise à jour : 1er septembre 2021. |                                                       |                                                       |                                                       |                                                       |                                                       |                                                       |                                                       |                                                       |
| SNCF  | Dernière actualisation : —                                   |                                                       |                                                       |                                                       |                                                       |                                                       |                                                       |                                                       |                                                       |

### Lignes lecar

#### Lignes de 1 à 9
| Ligne | Caractéristiques                                                                                                | Caractéristiques                                                                                                | Caractéristiques                                                                                                | Caractéristiques                                                                                                | Caractéristiques                                                                                                | Caractéristiques                                                                                                | Caractéristiques                                                                                                | Caractéristiques                                                                                                | Caractéristiques                                                                                                |
| 1     | Port-Saint-Louis-du-Rhône – Vauban ou Fos-sur-Mer – Grand Plage ⥋ Istres – Gare Routière ou Miramas – Gare SNCF | Port-Saint-Louis-du-Rhône – Vauban ou Fos-sur-Mer – Grand Plage ⥋ Istres – Gare Routière ou Miramas – Gare SNCF | Port-Saint-Louis-du-Rhône – Vauban ou Fos-sur-Mer – Grand Plage ⥋ Istres – Gare Routière ou Miramas – Gare SNCF | Port-Saint-Louis-du-Rhône – Vauban ou Fos-sur-Mer – Grand Plage ⥋ Istres – Gare Routière ou Miramas – Gare SNCF | Port-Saint-Louis-du-Rhône – Vauban ou Fos-sur-Mer – Grand Plage ⥋ Istres – Gare Routière ou Miramas – Gare SNCF | Port-Saint-Louis-du-Rhône – Vauban ou Fos-sur-Mer – Grand Plage ⥋ Istres – Gare Routière ou Miramas – Gare SNCF | Port-Saint-Louis-du-Rhône – Vauban ou Fos-sur-Mer – Grand Plage ⥋ Istres – Gare Routière ou Miramas – Gare SNCF | Port-Saint-Louis-du-Rhône – Vauban ou Fos-sur-Mer – Grand Plage ⥋ Istres – Gare Routière ou Miramas – Gare SNCF | Port-Saint-Louis-du-Rhône – Vauban ou Fos-sur-Mer – Grand Plage ⥋ Istres – Gare Routière ou Miramas – Gare SNCF |
| ----- | --- | --- | --- | --- | --- | --- | --- | --- | --- |
| 1     | Ouverture / Fermeture — / —                                                                                     | Longueur — | Durée — | Nb. d’arrêts —                                                                                                  | Matériel Autocars                                                                                               | Jours de fonctionnement L, Ma, Me, J, V, S, D                                                                   | Jour / Soir / Nuit / Fêtes O / O / N / O                                                                        | Voy. / an — | Exploitant Transdev Ouest Provence                                                                              |
| 1     | Desserte : - | | | | | | | | |
| 1     | Autre : - | | | | | | | | |
| 1     | Dernière actualisation : 12 août 2025                                                                           | | | | | | | | |
| 1Bis  | Miramas – Gare SNCF / Fos-sur-Mer – Engrenier (Départ) ⥋ Istres – Gare Routière (Arrivée) / Coutarel (Départ)   | Miramas – Gare SNCF / Fos-sur-Mer – Engrenier (Départ) ⥋ Istres – Gare Routière (Arrivée) / Coutarel (Départ)   | Miramas – Gare SNCF / Fos-sur-Mer – Engrenier (Départ) ⥋ Istres – Gare Routière (Arrivée) / Coutarel (Départ)   | Miramas – Gare SNCF / Fos-sur-Mer – Engrenier (Départ) ⥋ Istres – Gare Routière (Arrivée) / Coutarel (Départ)   | Miramas – Gare SNCF / Fos-sur-Mer – Engrenier (Départ) ⥋ Istres – Gare Routière (Arrivée) / Coutarel (Départ)   | Miramas – Gare SNCF / Fos-sur-Mer – Engrenier (Départ) ⥋ Istres – Gare Routière (Arrivée) / Coutarel (Départ)   | Miramas – Gare SNCF / Fos-sur-Mer – Engrenier (Départ) ⥋ Istres – Gare Routière (Arrivée) / Coutarel (Départ)   | Miramas – Gare SNCF / Fos-sur-Mer – Engrenier (Départ) ⥋ Istres – Gare Routière (Arrivée) / Coutarel (Départ)   | Miramas – Gare SNCF / Fos-sur-Mer – Engrenier (Départ) ⥋ Istres – Gare Routière (Arrivée) / Coutarel (Départ)   |
| 1Bis  | Ouverture / Fermeture — / —                                                                                     | Longueur — | Durée 20-110 min                                                                                                | Nb. d’arrêts -                                                                                                  | Matériel Autocars                                                                                               | Jours de fonctionnement L, Ma, Me, J, V                                                                         | Jour / Soir / Nuit / Fêtes O / N / N / N                                                                        | Voy. / an — | Exploitant Transdev Ouest Provence                                                                              |
| 1Bis  | Desserte : - | | | | | | | | |
| 1Bis  | Autre : - | | | | | | | | |
| 1Bis  | Dernière actualisation : 12 août 2025                                                                           | | | | | | | | |
| 2     | Port-Saint-Louis-du-Rhône – Vauban / Fos-sur-Mer – Malraux ⥋ Martigues – Place des Aires                        | Port-Saint-Louis-du-Rhône – Vauban / Fos-sur-Mer – Malraux ⥋ Martigues – Place des Aires                        | Port-Saint-Louis-du-Rhône – Vauban / Fos-sur-Mer – Malraux ⥋ Martigues – Place des Aires                        | Port-Saint-Louis-du-Rhône – Vauban / Fos-sur-Mer – Malraux ⥋ Martigues – Place des Aires                        | Port-Saint-Louis-du-Rhône – Vauban / Fos-sur-Mer – Malraux ⥋ Martigues – Place des Aires                        | Port-Saint-Louis-du-Rhône – Vauban / Fos-sur-Mer – Malraux ⥋ Martigues – Place des Aires                        | Port-Saint-Louis-du-Rhône – Vauban / Fos-sur-Mer – Malraux ⥋ Martigues – Place des Aires                        | Port-Saint-Louis-du-Rhône – Vauban / Fos-sur-Mer – Malraux ⥋ Martigues – Place des Aires                        | Port-Saint-Louis-du-Rhône – Vauban / Fos-sur-Mer – Malraux ⥋ Martigues – Place des Aires                        |
| 2     | Ouverture / Fermeture — / —                                                                                     | Longueur — | Durée 30-70 min                                                                                                 | Nb. d’arrêts 34                                                                                                 | Matériel Autocars                                                                                               | Jours de fonctionnement L, Ma, Me, J, V, S, D                                                                   | Jour / Soir / Nuit / Fêtes O / N / N / O                                                                        | Voy. / an — | Exploitant Transdev Ouest Provence                                                                              |
| 2     | Desserte : - | | | | | | | | |
| 2     | Autre : - | | | | | | | | |
| 2     | Dernière actualisation : 12 août 2025                                                                           | | | | | | | | |
| 9     | Istres – Gare Routière ⥋ Entressen – Château d'Eau                                                              | Istres – Gare Routière ⥋ Entressen – Château d'Eau                                                              | Istres – Gare Routière ⥋ Entressen – Château d'Eau                                                              | Istres – Gare Routière ⥋ Entressen – Château d'Eau                                                              | Istres – Gare Routière ⥋ Entressen – Château d'Eau                                                              | Istres – Gare Routière ⥋ Entressen – Château d'Eau                                                              | Istres – Gare Routière ⥋ Entressen – Château d'Eau                                                              | Istres – Gare Routière ⥋ Entressen – Château d'Eau                                                              | Istres – Gare Routière ⥋ Entressen – Château d'Eau                                                              |
| 9     | Ouverture / Fermeture — / —                                                                                     | Longueur — | Durée 30-40 min                                                                                                 | Nb. d’arrêts 38                                                                                                 | Matériel Autocars                                                                                               | Jours de fonctionnement L, Ma, Me, J, V, S                                                                      | Jour / Soir / Nuit / Fêtes O / N / N / N                                                                        | Voy. / an — | Exploitant Transdev Ouest Provence                                                                              |
| 9     | Desserte : - | | | | | | | | |
| 9     | Autre : - | | | | | | | | |
| 9     | Dernière actualisation : 12 août 2025                                                                           | | | | | | | | |

#### Lignes de 10 à 19
| Ligne | Caractéristiques                                   | Caractéristiques                                   | Caractéristiques                                   | Caractéristiques                                   | Caractéristiques                                   | Caractéristiques                                   | Caractéristiques                                   | Caractéristiques                                   | Caractéristiques                                   |
| 12    | Saint-Chamas – Guéby Nord ⥋ Istres – Gare Routière | Saint-Chamas – Guéby Nord ⥋ Istres – Gare Routière | Saint-Chamas – Guéby Nord ⥋ Istres – Gare Routière | Saint-Chamas – Guéby Nord ⥋ Istres – Gare Routière | Saint-Chamas – Guéby Nord ⥋ Istres – Gare Routière | Saint-Chamas – Guéby Nord ⥋ Istres – Gare Routière | Saint-Chamas – Guéby Nord ⥋ Istres – Gare Routière | Saint-Chamas – Guéby Nord ⥋ Istres – Gare Routière | Saint-Chamas – Guéby Nord ⥋ Istres – Gare Routière |
| ----- | -------------------------------------------------- | -------------------------------------------------- | -------------------------------------------------- | -------------------------------------------------- | -------------------------------------------------- | -------------------------------------------------- | -------------------------------------------------- | -------------------------------------------------- | -------------------------------------------------- |
| 12    | Ouverture / Fermeture — / —                        | Longueur —                                         | Durée 30 min                                       | Nb. d’arrêts 17                                    | Matériel Autocars                                  | Jours de fonctionnement L, Ma, Me, J, V, S         | Jour / Soir / Nuit / Fêtes O / N / N / N           | Voy. / an —                                        | Exploitant Transdev Ouest Provence                 |
| 12    | Desserte : -                                       |                                                    |                                                    |                                                    |                                                    |                                                    |                                                    |                                                    |                                                    |
| 12    | Autre : -                                          |                                                    |                                                    |                                                    |                                                    |                                                    |                                                    |                                                    |                                                    |
| 12    | Dernière actualisation : 12 août 2025              |                                                    |                                                    |                                                    |                                                    |                                                    |                                                    |                                                    |                                                    |
| 13    | Istres – Gare Routière ⥋ Miramas – Gare SNCF       | Istres – Gare Routière ⥋ Miramas – Gare SNCF       | Istres – Gare Routière ⥋ Miramas – Gare SNCF       | Istres – Gare Routière ⥋ Miramas – Gare SNCF       | Istres – Gare Routière ⥋ Miramas – Gare SNCF       | Istres – Gare Routière ⥋ Miramas – Gare SNCF       | Istres – Gare Routière ⥋ Miramas – Gare SNCF       | Istres – Gare Routière ⥋ Miramas – Gare SNCF       | Istres – Gare Routière ⥋ Miramas – Gare SNCF       |
| 13    | Ouverture / Fermeture — / —                        | Longueur —                                         | Durée 35-40 min                                    | Nb. d’arrêts 19                                    | Matériel Autocars                                  | Jours de fonctionnement L, Ma, Me, J, V, S         | Jour / Soir / Nuit / Fêtes O / N / N / N           | Voy. / an —                                        | Exploitant Transdev Ouest Provence                 |
| 13    | Desserte : -                                       |                                                    |                                                    |                                                    |                                                    |                                                    |                                                    |                                                    |                                                    |
| 13    | Autre : -                                          |                                                    |                                                    |                                                    |                                                    |                                                    |                                                    |                                                    |                                                    |
| 13    | Dernière actualisation : 12 août 2025              |                                                    |                                                    |                                                    |                                                    |                                                    |                                                    |                                                    |                                                    |

### Transport à la demande
Un service de transport à la demande dessert l'ensemble du territoire du syndicat.

### Lignes scolaires
Ulysse assure 154 lignes scolaires, le réseau transporte annuellement 12 000 scolaires.

### Navette maritime
Ulysse opère une navette maritime qui relie, sous le nom de Mille Sabords, en six minutes les quartiers de Jonquières et de Ferrières en passant par l’Île, dans la ville de Martigues.
Ce service, gratuit, dessert les arrêts :
- Hôtel de Ville à Ferrières,
- Médiathèque à l’Ile
- Rond-point Lucien-Degut à Jonquières
- Quai du général Leclerc.

en utilisant une navette de 21 places.

## Parc de véhicules
En décembre 2024, le parc d'autobus du réseau Ulysse est composé de 132 véhicules dont 30 bus standards, 45 midibus, 14 minibus et 43 autocars. Au sein de cette flotte, 1 bus fonctionnent à l'électrique, les autres véhicules sont équipés de moteurs Diesel.

### Bus standards
| Constructeur  | Modèle      | Nombre | Numéros de parc                                                            | Période de mise en service        | Affectation       | Exploitant              | Observation |
| ------------- | ----------- | ------ | -------------------------------------------------------------------------- | --------------------------------- | ----------------- | ----------------------- | ----------- |
| Heuliez Bus   | GX 327      | 3      | 71125-71126, 92819                                                         | Entre octobre 2006 et mars 2014   | 4, 5, 6, 7, 8, 10 | Transdev Ouest Provence | –           |
| Heuliez Bus   | GX 337      | 3      | 71170, 71172-71173                                                         | Entre décembre 2013 et avril 2014 | 4, 5, 6, 7, 8, 10 | Transdev Ouest Provence | –           |
| Irisbus       | Citelis 12  | 1      | 92546                                                                      | Décembre 2005                     | 4, 5, 6, 7, 8, 10 | Transdev Ouest Provence | –           |
| Mercedes-Benz | Citaro C2   | 18     | 24855, 24857, 24860, 24872-24874, 27355, 72466-72473, 72905, 104933-104934 | Entre mai 2016 à octobre 2019     | 4, 5, 6, 7, 8, 10 | Transdev Ouest Provence | –           |
| Scania        | Citywide LE | 5      | 601-605                                                                    | Septembre 2015                    | 25                | RTM Ouest-Métropole     | –           |

### Midibus
| Constructeur  | Modèle            | Nombre | Numéros de parc              | Période de mise en service          | Affectation                              | Exploitant                                   | Observation |
| ------------- | ----------------- | ------ | ---------------------------- | ----------------------------------- | ---------------------------------------- | -------------------------------------------- | ----------- |
| Heuliez Bus   | GX 127            | 12     | 401-411, 70854               | Entre septembre 2011 à janvier 2014 | 3, 8, 11, 21, 22, 24, 26, 28, 29, 30, 31 | RTM Ouest-Métropole, Transdev Ouest Provence | –           |
| Heuliez Bus   | GX 137            | 17     | 412-423, 72523-72526, 100670 | Entre juillet 2015 à juillet 2019   | 3, 8, 11, 21, 22, 24, 26, 28, 29, 30, 31 | RTM Ouest-Métropole, Transdev Ouest Provence | –           |
| Mercedes-Benz | Citaro K Facelift | 11     | 50-55, 501-506               | Entre janvier 2008 à novembre 2013  | 21, 22, 24, 26, 28, 29, 30, 31           | RTM Ouest-Métropole                          | –           |
| Mercedes-Benz | Citaro K C2       | 5      | 507-508, 510-512             | Entre mars 2014 à décembre 2014     | 21, 22, 24, 26, 28, 29, 30, 31           | RTM Ouest-Métropole                          | –           |

### Minibus
| Constructeur  | Modèle        | Nombre | Numéros de parc | Période de mise en service     | Affectation          | Exploitant              | Observation |
| ------------- | ------------- | ------ | --------------- | ------------------------------ | -------------------- | ----------------------- | ----------- |
| Karsan        | Jest Electric | 1      | 111508          | Septembre 2022                 | Circe                | Transdev Ouest Provence | –           |
| Mercedes-Benz | City 65       | 9      | 20-24, 201-204  | Entre mars 2008 à octobre 2016 | 20, 23, 28, 32, SNCF | RTM Ouest-Métropole     | –           |
| Mercedes-Benz | City 75       | 4      | 205-208         | Novembre 2020                  | 20, 23, 28, 32, SNCF | RTM Ouest-Métropole     | –           |

### Autocars
| Constructeur | Modèle           | Nombre | Numéros de parc    | Période de mise en service | Affectation      | Exploitant              | Observation |
| ------------ | ---------------- | ------ | ------------------ | -------------------------- | ---------------- | ----------------------- | ----------- |
| Irisbus      | Crossway LE Line | 12     | 22262-22273        | Janvier 2014               | 1, 2, 9, 13      | Transdev Ouest Provence | –           |
| Iveco Bus    | Crossway LE Line | 12     | 24623, 24643-24653 | Mars 2016                  | 1, 2, 9, 13      | Transdev Ouest Provence | –           |
| Iveco Bus    | Crossway Pop     | 19     | 24624-24642        | Mars 2016                  | Lignes Scolaires | Transdev Ouest Provence | –           |

### Dépôts
- Le dépôt de Transdev Ouest Provence est situé dans la principauté, au 18 Rue Joseph Thoret, 13800 Istres
- Le dépôt de RTM Ouest-Métropole est situé dans la principauté, au 19 Rue Louis Lépine, 13500 Martigues

## Projets
À plus long terme,  Ulysse envisage la mise en place de bus à haut niveau de service  entre Port-de-Bouc et Martigues, à Istres et Miramas